# Aleksandr Ievtuixenko
Aleksandr Ievtuixenko (en rus Александр Евтушенко) (Maikop, Adiguèsia, 30 de juny de 1993) és un ciclista rus, professional des del 2013 i actualment a l'equip Efapel. Combina el ciclisme en pista amb la carretera.

## Palmarès en ruta
- 2013
  -  Campió de Rússia sub-23 en contrarellotge
  - Vencedor d'una etapa al Gran Premi de Sotxi
- 2014
  -  Campió de Rússia sub-23 en contrarellotge
- 2015
  -  Campió de Rússia sub-23 en contrarellotge
- 2017
  - Vencedor d'una etapa a la Volta a Castella i Lleó
  - Vencedor d'una etapa a la Volta Internacional Cova da Beira
- 2018
  - 1r al Giro del Medio Brenta
- 2021
  - Vencedor d'una etapa als Cinc anells de Moscou
- 2022
  -  Campió de Rússia en contrarellotge
  - Vencedor d'una etapa als Cinc anells de Moscou

## Palmarès en pista
- 2017
  -  Campió de Rússia en persecució